# Una cotta importante
Una cotta importante (No Small Affair) è un film del 1984, diretto da Jerry Schatzberg.

## Trama
Un sedicenne di nome Charles si innamora di Laura, una rocker ventitreenne disoccupata, iniziando a frequentarla. La ragazza lo considera però solo un amico, presa anche dai suoi problemi nel ricercare un nuovo impiego. Il ragazzo allora, bruciando tutti i suoi risparmi, tappezza i taxi della città con le foto della ragazza, che viene notata e scritturata da un produttore discografico. Lei finalmente si accorge di lui e, per sdebitarsi, gli regala una notte d'amore prima di partire.